# County Laois
County Laois (irsk: Contae Laoise) er et county i Republikken Irland, hvor det ligger i provinsen Leinster.
County Laois omfatter et areal på 1.719 km² med en samlet befolkning på 69.012 (2006).
Det administrative county-center ligger i byen Portlaoise.
53°00′N 7°24′V / 53°N 7.4°V